# Yitzhak Berman

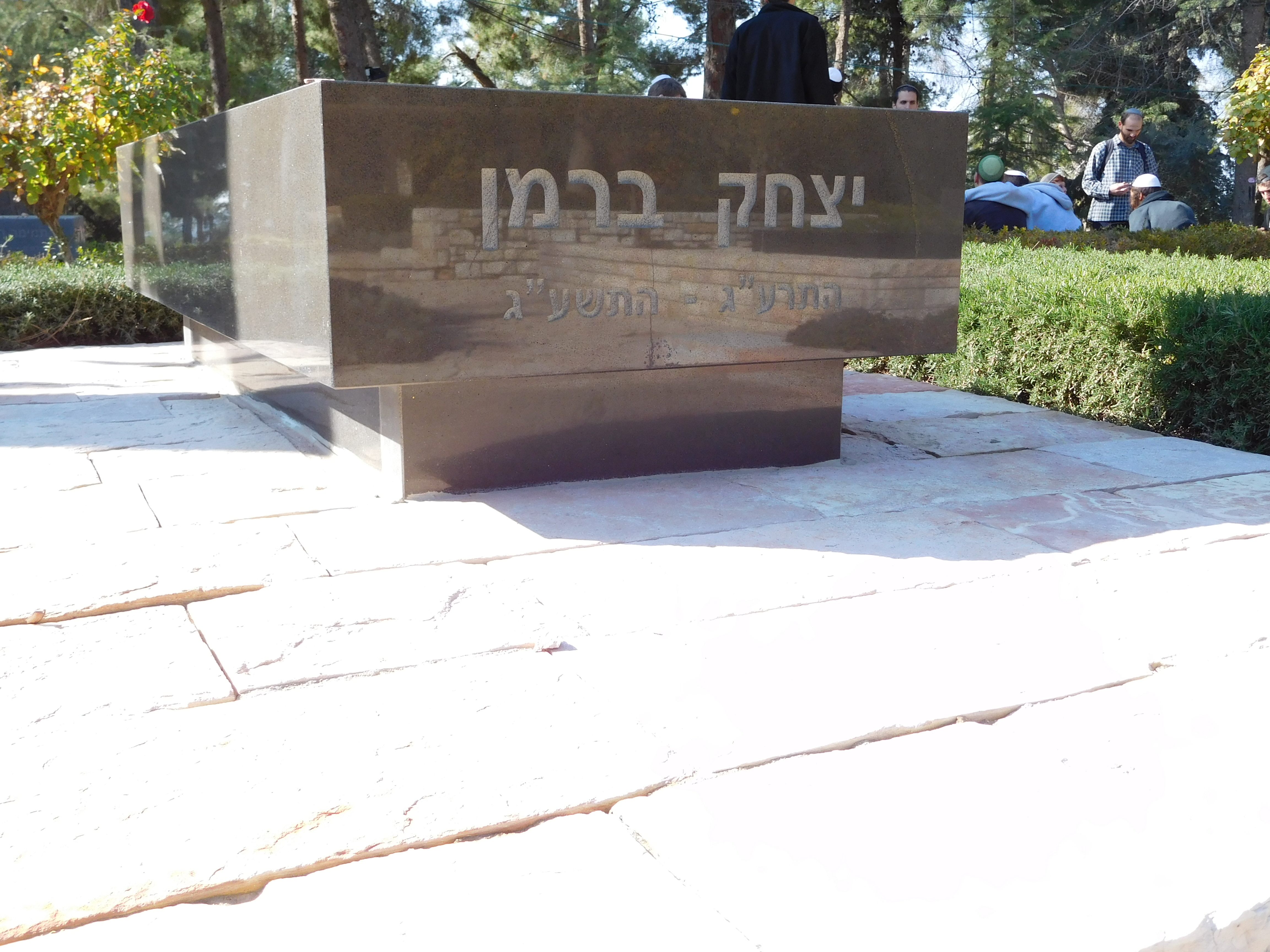
Tumba de Yitzhak Berman (Mount Herzl)

Yitzhak Berman (hebreo, יצחק ברמן) (Berdychiv, 3 de junio de 1913 – Tel Aviv, 4 de agosto de 2013) fue un político israelí que sirvió en el Ministerio de Energía y Recursos Hídricos desde agosto de 1981 hasta septiembre de 1982. También fue Presidente del Knesset de 1980 a 1981.

## Biografía
Nacido en Berdychiv en la Gobernación de Kiev del Imperio Ruso (hoy en día Ucrania), Berman hizo el Aliá al Mandato británico de Palestina en 1920. Estudió como profesor en Jerusalén, antes de estudiar derecho en Londres.
En 1939 se unió al Irgun y trabajó en la organización del Departamento de Inteligencia. En 1941, durante la Segunda Guerra Mundial, se alistó en el ejército británico y en el servicio de inteligencia. También sirvió en las Fuerzas de Defensa de Israel entre 1948 y 1950, combatiendo en la Guerra árabe-israelí de 1948.
En 1950 comienza a trabajar como asesor legal de la fábrica Kaiser-Fraizier en Haifa, convirtiéndose en director general cuando se fue en 1954. En 1951 se unió al partido de los Sionistas Generales y se convierte en líder regional del partido en Tel Aviv en 1964. En 1974 es elegido secretario de partido a nivel nacional, y en las elecciones parlamentarias de 1977 fue elegido a la Knesset en la lista del Likud (del que los Sionistas Generales se convirtieron en una facción). Después de ser reelegido en 1981 fue nombrado Ministro de Energía y Recursos Hídricos en el gabinete de Menachem Begin. De todas maneras, renunció al cargo el 30 de septiembre de 1982 debido a la posición del gobierno en la Comisión Kahan, donde se investigaba la Masacre de Sabra y Chatila.
Berman perdió su escaño en las elecciones parlamentarias de 1984. En 1986 fue uno de los fundadores del Partido Liberal de Centro, y al año siguiente fue uno de los fundadores del Partido de Centro (sin relación con el posterior  Partido de Centro). 
Vivió sus últimos años en Tel Aviv hasta su muerte el 4 de agosto de  2013, dos meses después de cumplir los 100 años.